# Сонячне затемнення 4 січня 1992 року

Анімована карта затемнення

Сонячне затемнення 4 січня 1992 року — кільцеве сонячне затемнення, що спостерігалося на території тихоокеанських островів та західної частини Каліфорнії.

## Серія затемнень, до яких належить дане сонячне затемнення
| Вузол, що сходить | Вузол, що сходить                       |       | Вузол, що заходить                         | Вузол, що заходить |
| Сарос             | Карта                                   | Сарос | Карта                                      |                    |
|                   |                                         | 121   | Сонячне затемнення 26 січня 1990 Кільцеве  |                    |
| 126               | Сонячне затемнення 22 липня 1990 Повне  | 131   | Сонячне затемнення 15 січня 1991 Кільцеве  |                    |
| 136               | Сонячне затемнення 11 липня 1991 Повне  | 141   | Сонячне затемнення 4 січня 1992 Кільцеве   |                    |
| 146               | Сонячне затемнення 30 червня 1992 Повне | 151   | Сонячне затемнення 24 грудня 1992 Часткове |                    |

## Метонів цикл
Метонів цикл сонячних затемнень повторюється кожні 19 років (6939.69 діб) й триває протягом біля 5-ти циклів. Затемнення відбуваються приблизно одного і того ж календарного дня. 

Дана серія містить 21 сонячне затемнення починаючи з 12-го серпня 1942р. й закінчуючи 11-м серпня 2018р.
| 10-12 серпня   | 30 травня      | 18 березня      | 4-5 січня    | 23-24 жовтня   |
| 115            | 117            | 119             | 121          | 123            |
| -------------- | -------------- | --------------- | ------------ | -------------- |
| 12 серпня 1942 | 30 травня 1946 | 18 березня 1950 | 5 січня 1954 | 23 жовтня 1957 |
| 125            | 127            | 129             | 131          | 133            |
| 11 серпня 1961 | 30 травня 1965 | 18 березня 1969 | 4 січня 1973 | 23 жовтня 1976 |
| 135            | 137            | 139             | 141          | 143            |
| 10 серпня 1980 | 30 травня 1984 | 18 березня 1988 | 4 січня 1992 | 24 жовтня 1995 |
| 145            | 147            | 149             | 151          | 153            |
| 11 серпня 1999 | 31 травня 2003 | 19 березня 2007 | 4 січня 2011 | 23 жовтня 2014 |
| 155            |                |                 |              |                |
| 11 серпня 2018 |                |                 |              |                |